# Wyprodukowano na Łotwie
Wyprodukowano na Łotwie (łot. Ražots Latvijā) – łotewska koalicja wyborcza powstała w 2010 roku.
Ugrupowanie zostało zarejestrowane 15 lipca 2010 roku. W skład koalicji, na czele której stoi Atis Apinis, weszły trzy partie:
- Ražotāja Latvija, założona 28 marca 2010 roku w Lipawie przez drobnych i średnich przedsiębiorców. Na jej przewodniczącego wybrano Atisa Apinisa. Ugrupowanie opowiada się za likwidacją bezrobocia w ciągu trzech lat, obniżeniem podatku VAT i akcyzy, PIT i CIT, pomocą dla przedsiębiorców w wykorzystywaniu środków unijnych oraz dla obywateli w wyjściu z pułapki kredytowej, a także zrównoważonym budżetem i wprowadzeniem euro (pod pewnymi warunkami). Jest zwolennikiem bezpośrednich wyborów prezydenckich i podwyższeniem progu wyborczego dla koalicji do 7 i 10%[2][3].
- Demokrāti.lv, ugrupowanie powstałe w 2004.
- Ruch Łotewski „Solidarność” (Latvijas kustība «Solidaritāte», LKS; wcześniej: Ruch Narodowy „Solidarność”; Tautas kustība Solidaritāte, TKS). Partia została powołana do życia na jesieni 2009. Przewodniczącym ugrupowania jest Agris Sūna, prezes Łotewskiego Zjednoczonego Związku Zawodowego Policjantów (Latvijas Apvienotās policistu arodbiedrības, LAPA) i jednocześnie wiceprzewodniczący koalicji[4]. W skład partii weszli również przedstawiciele innych związków zawodowych (m.in. Łotewskiego Związku Zawodowego Pielęgniarzy i Pielęgniarek oraz Łotewskiego Związku Zawodowego Pracowników Służby Zdrowia i Opieki Społecznej). Ugrupowanie o profilu lewicowym opowiada się za rozwojem dialogu społecznego na Łotwie oraz ochroną praw pracobiorców[5][6].

Ruch Łotewski „Solidarność” i koalicja posługują się logo nawiązującym do używanego od 1980 przez NSZZ „Solidarność” (zamiast polskiej flagi – flaga łotewska). Koalicja uczestniczyła w wyborach parlamentarnych w dniu 2 października 2010. W trakcie kampanii wyborczej przedstawiła ekscentryczne pomysły, m.in. ustawienia psiej warty pod pomnikiem Wolności w Rydze, a także ogłoszenia konkursu na premiera Łotwy z ramienia koalicji w prasie codziennej. Ostatecznie koalicja uzyskała 0,97% głosów i nie przekroczyła bariery uprawniającej do udziału w podziale mandatów.